# Hardy Holte
Hardy Holte (* 20. April 1957 in Sasolburg, Südafrika) ist ein deutscher Autor und Psychologe.

## Leben
Hardy Holte machte im Jahr 1977 das Abitur am Konrad-Adenauer-Gymnasium in Westerburg. Im Jahr 1986 schloss er das Psychologiestudium mit dem akademischen Grad Diplom-Psychologe am Psychologischen Institut der Universität Bonn ab. Bis 1999 war er dort als wissenschaftlicher Mitarbeiter in der Abteilung Methodenlehre & Diagnostik mit Schwerpunkt auf verkehrspsychologischer Forschung tätig. Seit 1999 ist er Verkehrspsychologe bei der Bundesanstalt für Straßenwesen (BASt). 2012 promovierte er an der Philosophischen Fakultät der Universität Bonn mit dem Thema „Einflussfaktoren auf das Fahrverhalten und Unfallrisiko junger Fahrerinnen und Fahrer.“

## Leistungen
2000 erschien sein erstes populärwissenschaftliches Buch zur Psychologie des Autofahrens („Rasende Liebe. Warum wir aufs Auto so abfahren. Und was wir dabei bedenken sollten“). Von 2004 bis 2007 war er freier Redakteur bei der Zeitschrift für Verkehrssicherheit. In dieser Zeit verfasste er im Rahmen der Kolumne „Schlaglichter“ zahlreiche Beiträge, die u. a. auch in dem Buch „Der automobile Mensch“ veröffentlicht wurden. 2015 war er Mitherausgeber des Buches „Verkehrssicherheitskommunikation. Beiträge der empirischen Forschung zur strategischen Unfallprävention“. Seit 1987 hat er Fachbeiträge zu unterschiedlichen Themen der Verkehrspsychologie veröffentlicht. Seine Schwerpunkte liegen u. a. bei den jungen Fahrern, den älteren Verkehrsteilnehmern, der Sicherheitskommunikation und der Theorienentwicklung. Er entwickelte das Dual-Prozess-Modell des Mobilitätsverhaltens, eine Skala zur Erfassung der Einstellung zur Geschwindigkeit sowie eine Skala zur Erfassung der Handlungskompetenzerwartung (Selbstwirksamkeitserwartung) von jungen Fahrerinnen und Fahrern.
2005 veröffentlichte er seinen ersten Roman mit dem Titel Die Zeit in Afrika. 2014 erschien ein Bildband für Kinder mit dem Titel Felix in Afrika. 2015 erschien dieser Bildband auch in englischer Sprache.

## Schriften (Auswahl)
- Hardy Holte: Kenngrößen subjektiver Sicherheitsbewertung. Berichte der Bundesanstalt für Straßenwesen, Mensch und Sicherheit, Heft M33. Wirtschaftsverlag NW, Bremerhaven, Bergisch Gladbach 1994, ISBN 3-89429-546-5.
- Hardy Holte, Georg Rudinger: Der Einfluss von Erfahrung auf den Informations- und Sicherheitsbedarf in der Telekommunikation. In: Günter Müller, Kurt-Hermann Stapf (Hrsg.): Mehrseitige Sicherheit in der Kommunikationstechnik – Band 2: Erwartung, Akzeptanz, Nutzung. Addison-Wesley, Bonn etc. 1998, ISBN 3-8273-1355-4, S. 219–230.
- Hardy Holte: Rasende Liebe. Warum wir aufs Auto so abfahren (und was wir dabei bedenken sollten). Hirzel, Stuttgart 2000, ISBN 3-7776-1031-3.
- Hardy Holte, Martina Albrecht: Verkehrsteilnahme und -erleben im Straßenverkehr bei Krankheit und Medikamenteneinnahme. Berichte der Bundesanstalt für Straßenwesen, Mensch und Sicherheit, Heft M 162. Wirtschaftsverlag NW, Bremerhaven 2004, ISBN 3-86509-142-3.
- Günter Kroj, Hardy Holte: Verkehrspsychologie. In: Kurt Pawlik (Hrsg.): Handbuch Psychologie. Springer-Verlag, Berlin-Heidelberg 2006, ISBN 3-540-22178-6, S. 581–588.
- Hardy Holte: Der automobile Mensch. Schlaglichter auf das Verhalten im Straßenverkehr. TÜV Media GmbH, Köln 2007, ISBN 978-3-8249-1067-0.
- Hardy Holte: Profile im Straßenverkehr verunglückter Kinder und Jugendlicher. Berichte der Bundesanstalt für Straßenwesen, Mensch und Sicherheit, Heft M206. Wirtschaftsverlag NW, Bremerhaven, Bergisch Gladbach 2010, ISBN 978-3-86509-987-7.
- Hardy Holte, Kai Assing, Martin Pöppel-Decker, Susanne Schönebeck: Alkoholverbot für Fahranfänger. Berichte der Bundesanstalt für Straßenwesen, Mensch und Sicherheit, Heft M211. Wirtschaftsverlag NW, Bremerhaven, Bergisch Gladbach 2010, ISBN 978-3-86918-060-1.
- Hardy Holte: Alters- und krankheitsbedingtes Unfallrisiko. In: Georg Rudinger, Kristina Kocherscheid (Hrsg.): Ältere Verkehrsteilnehmer – gefährdet oder gefährlich ? V&R unipress, Göttingen 2011, ISBN 978-3-89971-885-0, S. 61–84.
- Hardy Holte: Einflussfaktoren auf das Fahrverhalten und das Unfallrisiko junger Fahrerinnen und Fahrer. Berichte der Bundesanstalt für Straßenwesen, Mensch und Sicherheit, Heft M 229. Wirtschaftsverlag NW, Bremerhaven, Bergisch Gladbach 2012, ISBN 978-3-86918-257-5. (Online, PDF)
- Christoph Klimmt, Marcus Maurer, Hardy Holte, Eva Baumann (Hrsg.): Verkehrssicherheitskommunikation: Beiträge der empirischen Forschung zur strategischen Unfallprävention. Springer Verlag, Berlin 2015, ISBN 978-3-658-01130-7.
- Ariane von Below, Hardy Holte: Psychologische Aspekte des Unfallrisikos für Motorradfahrerinnen und -fahrer. Berichte der Bundesanstalt für Straßenwesen, Mensch und Sicherheit, Heft M 247. Wirtschaftsverlag NW, Bremerhaven, Bergisch Gladbach 2014, ISBN 978-3-95606-094-6.
- Hardy Holte: Seniorinnen und Senioren im Straßenverkehr – Bedarfsanalysen im Kontext von Lebenslagen, Lebensstilen und verkehrssicherheitsrelevanten Erwartungen. Berichte der Bundesanstalt für Straßenwesen, Mensch und Sicherheit, Heft M 285. Fachverlag NW in der Carl Schünemann Verlag GmbH, Bremen 2018, ISBN 978-3-95606-409-8.
- Hardy Holte: Aggressives Verhalten im Straßenverkehr und Verkehrsklima – Häufigkeit, Ursachen und Maßnahmen. In Deutscher Verkehrsgerichtstag (Hrsg.), Veröffentlichung der auf dem 58. Deutschen Verkehrsgerichtstag vom 29.–31.01.2020 in Goslar gehaltenen Vorträge, Referate und erarbeiteten Empfehlungen (S. 125–143). Luchterhand, Köln, 2020, ISBN 978-3-472-09678-8.
- Hardy Holte: SENIORWALK - Ältere Fußgänger und Fußgängerinnen – Voraussetzungen einer problemfreien und sicheren Verkehrsteilnahme aus psychologischer Sicht. Berichte der Bundesanstalt für Straßenwesen, Mensch und Sicherheit, Heft M 314. Fachverlag NW in der Carl Schünemann Verlag GmbH, Bremen 2021, ISBN 978-3-95606-611-5.
- Hardy Holte: Verkehrsklima 2020. Kontinuierliche Erfassung des Verkehrsklimas: Baseline Messung. Berichte der Bundesanstalt für Straßenwesen, Mensch und Sicherheit, Heft M 316. Fachverlag NW in der Carl Schünemann Verlag GmbH, Bremen, 2021, ISBN 978-3-95606-618-4.